# Bägarpöslav
Bägarpöslav (Cladonia deformis) är en lavart som först beskrevs av L., och fick sitt nu gällande namn av Franz Georg Hoffmann. Bägarpöslav ingår i släktet Cladonia och familjen Cladoniaceae.  Arten är reproducerande i Sverige. Inga underarter finns listade i Catalogue of Life.

## Bildgalleri

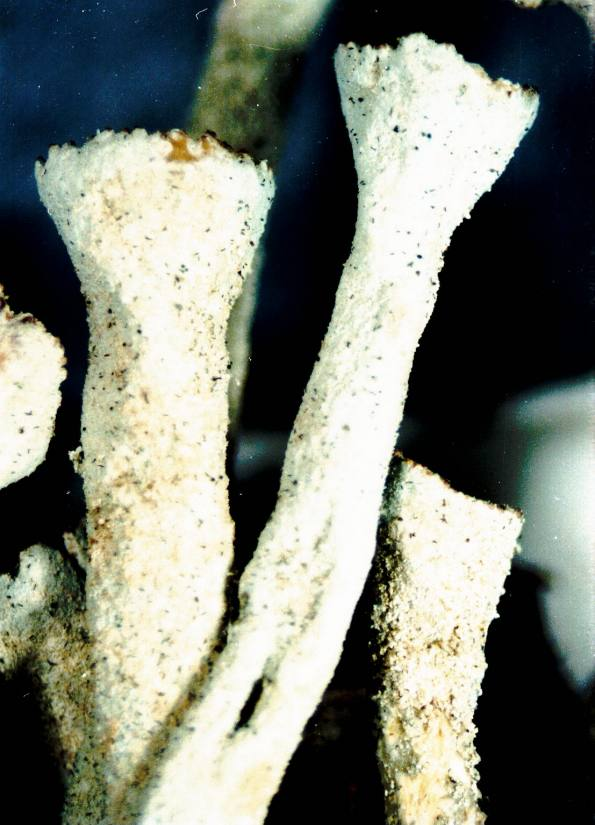
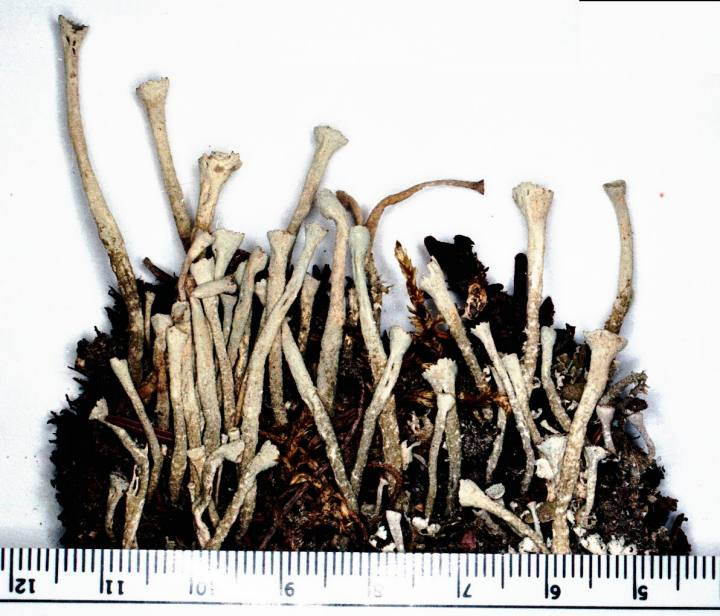
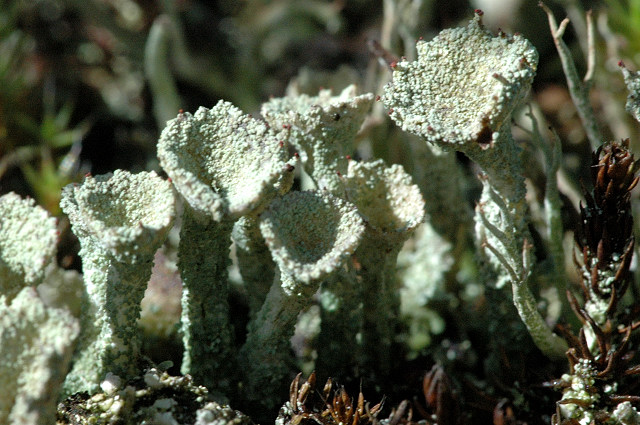